# Biblioteca Básica da Cultura Galega
La Biblioteca Básica da Cultura Galega es un producto editorial formado por una colección de cincuenta libros, en lengua gallega, publicados desde 1982 por la Editorial Galaxia, con el patrocinio de las diputaciones de Galicia.

## Descripción
Aunque el proyecto ya estaba muy avanzado cuando Carlos Casares Mouriño llegó a la Editorial Galaxia, la selección de títulos la compuso él y Ramón Piñeiro López, pretendiendo que un público amplio conociera las obras literarias cumbres de la literatura gallega, por eso aparecen autores del Rexurdimento, de la Generación Nós, y también escritores consagrados del momento. La selección se enriquece con manuales de historia de la literatura, lengua, cultura popular, economía, sociología, antologías, recopilaciones y vocabularios, como la gramática de Rosario Álvarez Blanco, Henrique Monteagudo y Xosé Luís Regueira.
Originalmente de encuadernación rústica, en tapa blanda ilustrada, el diseño de las cubiertas fue obra de Francisco Mantecón Rodríguez y Manuel Janeiro Casal
Las temáticas tratadas son: Galicia; Cultura Histórica; Cultura Popular; Economía y Socioloxía; Galleguismo y Literatura.

### Números, títulos y autores
1: A xeografía: Augusto Pérez Alberti

1b: Xeografía humana: Xosé Manuel Souto González

2: A historia: Ramón Villares Paz

4: A arte: María del Carmen Pena López 

5: Historia da literatura: Francisco Fernández del Riego

6: Ensaio histórico sobre a cultura galega: Otero Pedrayo 

7: O segredo do humor: Celestino Fernández de la Vega

8: Galicia románica: I. G. Bango Torviso; trad.: Pepe Carballude

9: As peregrinacións xacobeas: Francisco Fernández del Riego

11: A casa: Xaquín Lorenzo Fernández

12: A terra: Xaquín Lorenzo Fernández

13: O mar e os ríos: Xaquín Lorenzo Fernández

14: Os oficios: Xaquín Lorenzo Fernández

15: Cancioneiro popular galego: Ramón Cabanillas

16: Refraneiro galego básico: Xesús Ferro Ruibal

17: Lendas galegas de tradición oral: X. M. González Reboredo

18: Contos populares: Maruxa Barrio e Enrique Harguindey

19: Cántigas populares: Dorothé Schubarth e Antón Santamarina

20: Romarías e santuarios: Antonio Fraguas Fraguas

21: A cociña galega: Álvaro Cunqueiro

22: A Galicia campesina: Benxamín Casal

23: A Galicia mariñeira: Uxío Labarta Fernández

25: A emigración: Carlos Sixirei Paredes

26: Pensamento galeguista do século XIX: comp.: Fernández del Riego

27: Pensamento galeguista do século XX: comp.: Fernández del Riego

29: Cantares gallegos: Rosalía de Castro

30: Follas novas: Rosalía de Castro

31: Queixumes dos pinos: Eduardo Pondal

32: Aires da miña terra: Manuel Curros Enríquez

33: Antoloxía poética: Cabanillas ; prólogo, selección y notas de Dónega

34: Do ermo: Antonio Noriega Varela

35: De catro a catro e outros poemas: Manoel Antonio

36: Obra completa: Luis Amado Carballo

37: Escolma poética: Valentín Lamas Carvajal

38: Sombra do aire na herba: Luís Pimentel

39: Escolma de poesía: Aquilino Iglesia Alvariño

40: Vilardevós. Silvio Santiago García

41: Narracións e outras prosas: Alfonso Daniel Rodríguez Castelao

42: O porco de pé. Vicente Martínez Risco

43: O fidalgo e outras narracións: Ramón Otero Pedrayo

44: Prosas galegas: Florentino López Cuevillas

45: A esmorga: Eduardo Blanco-Amor

46: Dos arquivos do trasno: Rafael Dieste Gonçalves

47: Escola de menciñeiros: Cunqueiro; prólogo de García-Sabell

48: Vocabulario galego-castelán: X. L. Franco Grande

49: Longa noite de pedra: Celso Emilio Ferreiro

50: Gramática galega: R. Álvarez, H. Monteagudo e X. L. Regueira

### Edición de 1995
En 1995, publicada conjuntamente por Galaxia e Ir Indo y patrocinada por la Compañía de Radio-Televisión de Galicia y Caixa Galicia, se hizo una edición de lujo, encuadernada en tapa dura, símil piel, con el nombre en la portada de Biblioteca da Cultura Galega, en la que el ordenamiento y la selección de títulos varió levemente.